# Andreas Stanislaus von Hatten

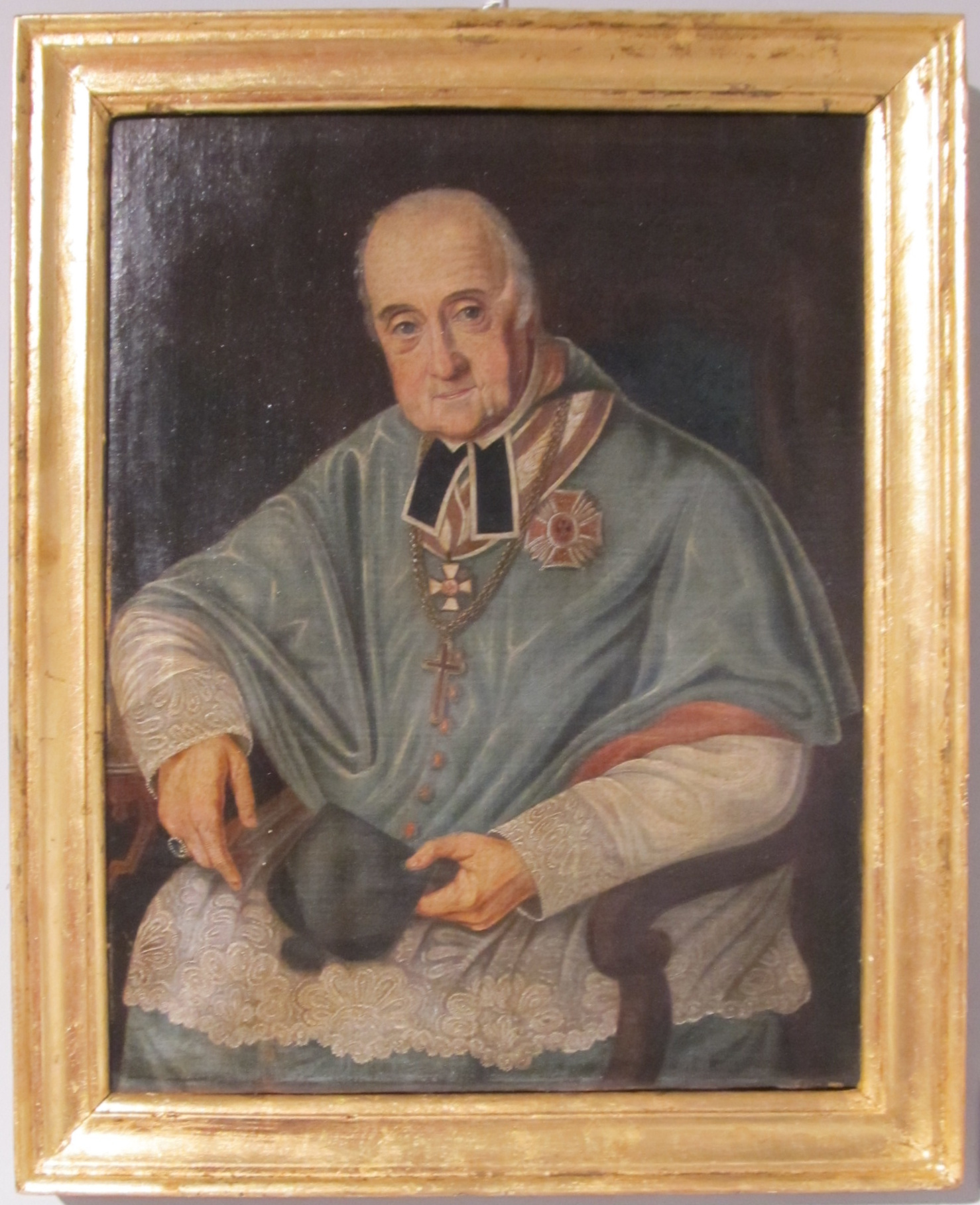
Andreas Stanislaus von Hatten

Andreas Stanislaus von Hatten (* 31. August 1763 auf dem Gut Lemitten in der Gemeinde Albrechtsdorf in Ermland-Masuren; † 3. Januar 1841 in Frauenburg) war von 1837 bis zu seinem Tod Bischof von Ermland.

## Leben
Andreas Stanislaus von Hatten entstammte einer seit dem 16. Jahrhundert im Ermland ansässigen Adelsfamilie. Er wurde als Sohn von Gottfried von Hatten (1733–1803), Major in polnischen Diensten, Landjägermeister und Gutsbesitzer von Gut Lemitten, und dessen Ehefrau Anna von Helden-Gansiorowski (1743–1767), geboren. Sein Großvater war Karl von Hatten (1705–1765), Herr auf Komalmen bei Guttstadt im Landkreis Heilsberg, Landvogt von Ermland und Hauptmann von Braunsberg.
Andreas Stanislaus von Hatten erhielt seine erste Ausbildung beim Hauslehrer und späteren Pfarrer Graw und war ein Schüler des Braunsberger Jesuitenkollegs im Lyceum Hosianum. Er studierte in Warschau bei den Lazaristen im Seminar der Missionare, um die polnische, italienische und französische Sprache zu erlernen, sowie im bischöflichen Seminar in Braunsberg. 1783 begann er am Collegium Germanicum in Rom ein Theologiestudium sowie das Studium des kanonischen Rechtes und beendete diese Studien 1786, anschließend wurde er zum Doktor der Theologie promoviert. Nach seiner Priesterweihe kehrte er in das Ermland zurück und arbeitete dann vier Jahre in der Kanzlei am Hof des Fürstbischofs Ignacy Krasicki, wurde 1791 Koadjutor des Domherrn Thomas von Szczepanski in Frauenburg und 1792 Erzpriester in Mehlsack.
Er wurde vom Fürstbischof Karl von Hohenzollern-Hechingen als Nachfolger von Karl Friedrich von Zehmen, der aus gesundheitlichen Gründen das Amt niedergelegt hatte, zum Weihbischof designiert und dieses wurde vom König Friedrich Wilhelm III. am 3. Dezember 1798 bestätigt. 1800 wurde er zum Domherrn in Frauenburg ernannt und am 17. Oktober 1801 zum Suffraganbischof von Ermland und zum Bischof von Diana in partibus in Oliva ordiniert.
1818 beantragte das Domkapitel in Kulmsee seine Ernennung zum Bischof des Bistums Kulm, allerdings wurde der Antrag von der preußischen Regierung nicht angenommen.
Am 26. April 1837 wurde er Nachfolger des Bischofs Joseph von Hohenzollern-Hechingen; im darauffolgenden Jahr veröffentlichte er am 19. April 1838 ein Hirtenschreiben, in dem er den päpstlichen Standpunkt von Papst Gregor XVI. sowie von Martin von Dunin in Posen, der nach seiner Haft wieder als Bischof eingesetzt worden war, im preußischen Mischehenstreit vertrat, die die Position vertraten, dass Kinder aus interkonfessionellen Ehen auf jeden Fall katholisch erzogen werden müssten; hierbei geriet er jedoch in Opposition zum Oberpräsidenten Theodor von Schön, der den Hirtenbrief am 31. Oktober 1838 für ungültig erklären ließ. Außerdem setzte Andreas Stanislaus von Hatten die Erhaltung des gotischen Bischofsschlosses in Heilsberg durch, das Theodor von Schön niederreißen lassen wollte.
Am 3. Januar 1841 fiel Andreas Stanislaus von Hatten in seiner Frauenburger Kurie einem Raubmord durch den Schneidergesellen Rudolf Kühnapfel (1814–1841) aus Frauenburg zum Opfer, der ihn sowie seine Hausangestellte mit einem Beil erschlug. In dem darauf folgenden Prozess wurde Rudolph Kühnapfel zum Tode verurteilt und war der letzte Mensch, der in Preußen gerädert wurde. Der Verdacht, dass die Tat in Verbindung mit sozialrevolutionären Ideen ausgeführt wurde, bestätigte sich nicht.
An der feierlichen Bestattung des Bischofs nahmen der geheime Staatsminister und Oberpräsident von Preußen Theodor von Schön, der kommandierende General des 1. Armeekorps, Friedrich von Wrangel, der Obermarschall von Preußen, Graf Friedrich zu Dohna-Schlobitten, der Kanzler von Preußen und Tribunalspräsident, Carl von Wegnern sowie der Regierungsrat Linz als Abgeordneter der Regierung in Königsberg, der Kreislandrat von Schwarzhoff und der Polizeirat Friedrich August Wilhelm Duncker (1797–1869) aus Berlin teil.

## Ehrungen
Er erhielt 1839 den Roten Adlerorden 1. Klasse in Königsberg durch den König Friedrich Wilhelm III. überreicht.

## Schriften (Auswahl)
- De festo Omnium Sanctorum Oratio: 1785. Romae, 1785
- Andreas Stanislaus v. Hatten, von Gottes und des heiligen Apostolischen Stuhls Gnaden Bischof von Ermland, Doctor der Theologie und Ritter des rothen Adler-Ordens Den lieben Gemeinden Unsers Bisthums Ermland Unsern Gruß und bischöflichen Segen in Christo Jesu unserm Herrn! Frauenburg 1839.
- Wenn wir uns selbst richteten, so würden wir allerdings nicht gerichtet werden: Verordnung am Sonntag Quinquagesima 1841. Frauenburg, 1841.
- Andreas, Bischof Ermland; Karl Ditters von Dittersdorf: Kurzer Bericht über die Ermordung und das Leichenbegängniß des Bischofes von Ermland Herrn Andreas Stanislaus von Hatten. Nebst der bei der feierlichen Bestattung gehaltenen Trauerrede. Braunsberg: Heyne, 1841.
- Zum Andenken an Andreas Stanislaus von Hatten, Bischof von Ermland: Festschrift zum 50-jährigen Presbiterjubiläum des Prälaten Joseph Carolus, Domdechanten an der Kathedrale zu Frauenburg, am 30. Juli 1887. Braunsberg: J. U. Wichert, 1887.